# 강철의 연금술사 - 샴발라를 정복한 자
강철의 연금술사 - 샴발라를 정복한 자(劇場版 鋼の鍊金術師 シャンバラを征く者: Fullmetal Alchemist The Movie: Conqueror Of Shamballa)는 일본에서 제작된 미즈시마 세이지 감독의 2005년 애니메이션 영화이다. 박로미 등이 주연으로 출연하였고 타케다 세이지 등이 제작에 참여하였다.

## 출연

### 주연
- 박로미
- 쿠기미야 리에
- 우츠미 켄지

### 조연
- 츠카야마 마사네
- 토요구치 메구미
- 네야 미치코
- 사와이 미유
- 오구리 슌
- 오카와 토루
- 아소 미요코
- 에바라 마사시
- 후지와라 케이지
- 하라다 마사오
- 쿠와시마 효코
- 마츠모토 야스노리
- 미츠이시 코토노
- 미즈키 나나
- 무로조노 타케히로
- 사이가 미츠키
- 사사키 세이지
- 시바타 히데카츠
- 시무라 토모유키
- 시라토리 테츠
- 타카토 야스히로
- 츠다 쇼우코
- 와카바야시 나오미
- 야마구치 마유미

## 제작진
- 미술: 오구라 카즈오

## 주제가
여는 곡
- 〈Link〉 - 라르크 앙 시엘

닫는 곡
- 〈LOST HEAVEN〉 - 라르크 앙 시엘